# Гигантский кенгуру

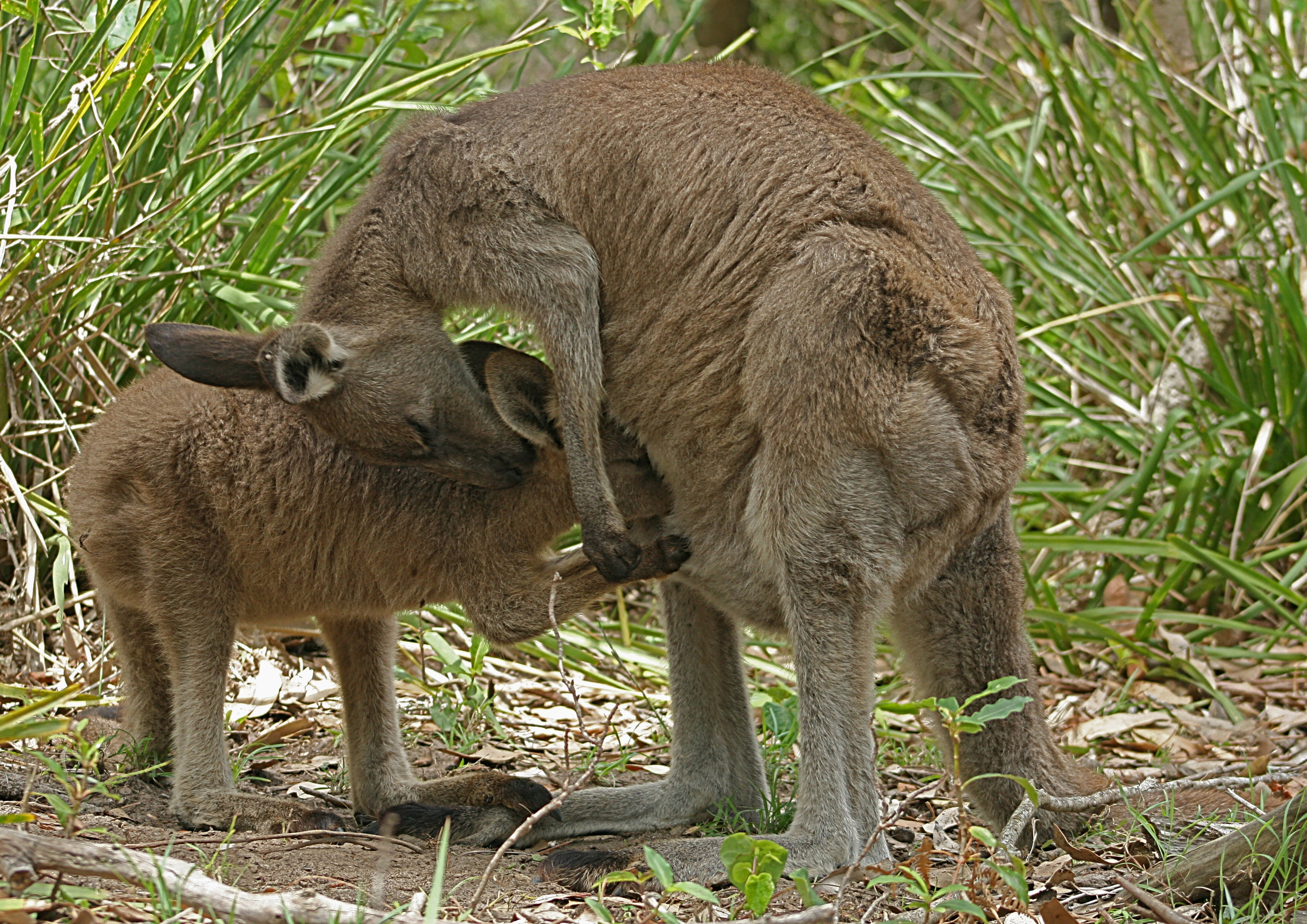
Гигантские кенгуру

Гигантский кенгуру (лат. Macropus giganteus) — вид кенгуру. Численность вида достигает двух миллионов особей. Является самым крупным после большого рыжего кенгуру, также ему принадлежит рекорд скорости среди всех кенгуру — 64 км/ч. По сравнению с другими видами кенгуру больше всего контактирует с человеком. Другое название этого вида — серый восточный кенгуру.

## Описание
Длина тела серого восточного кенгуру в среднем составляет от 85 до 160 см, хвоста — 75—120 см. Масса крупной взрослой особи — 70—85 кг. Отдельные экземпляры весят до 90 кг, а их рост в вытянутом состоянии достигает 2 м. Самки гигантского кенгуру существенно уступают самцам по размерам и массе тела. Рост самок прекращается в период полового созревания, тогда как самцы растут практически всю жизнь. Некоторые самцы гигантского кенгуру превышают по габаритам самок в 5—7 раз. Голова у этих животных небольших размеров, с большими, длинными ушами. Глаза небольшие, миндалевидные, с густыми длинными ресницами, которые выполняют защитную функцию, не давая пыли и песку попасть в глаза. Нос чёрного цвета. У гигантского кенгуру необычная нижняя челюсть: её края завернуты внутрь. Животное имеет 32—34 зуба, у которых нет корней, клыки отсутствуют.

### Конечности
Передние конечности гигантского кенгуру — короткие и маленькие, тогда как задние, напротив, — огромные; они длинные и имеют вытянутую стопу. Благодаря такому строению ног гигантские кенгуру могут развивать большую скорость и высоко прыгать. Для прыжков гигантские кенгуру пользуются преимущественно четвёртым и пятым пальцами каждой из задних конечностей. Второй и третий пальцы (они представляют собой отростки с длинными когтями) используются для ухода за шерстью. Первый палец на нижних конечностях у гигантского кенгуру отсутствует. Передние конечности — пятипалые; кисти маленькие, с когтями. Гигантские кенгуру пользуются ими как руками: могут бить соперников, захватывать пищу, рыть землю. Также передние лапы используются как средство терморегуляции: гигантские кенгуру облизывают их, и слюна, испаряясь, охлаждает кровь внутри поверхностных кровеносных сосудов, вследствие чего снижается температура тела.

### Хвост
Длинный и толстый хвост также выполняет очень важную функцию: он используется в качестве руля во время движения, помогает дать отпор сопернику во время драки, а также служит опорой, когда гигантский кенгуру сидит.

### Шерсть
Шерсть гигантского кенгуру преимущественно серого цвета, однако окраска может слегка измениться в зависимости от региона обитания. Области бока и позвоночного столба более тёмного окраса, чем нижняя половина туловища. Самцы всегда немного темнее самок.

## Ареал
Гигантские кенгуру обитают в следующих географических регионах: Австралия, Тасмания, Новая Гвинея, архипелаг Бисмарка, Гавайи, Новая Зеландия и остров Кавау. В основном гигантские кенгуру — наземные животные, выбирающие в качестве места проживания равнины, покрытые густой растительностью, кустарниками.

## Гигантский кенгуру и человек
Гигантские кенгуру не боятся людей, они могут поселиться рядом с немноголюдными поселениями. Освоенные человеком местности привлекают их прежде всего наличием сельскохозяйственных угодий: там всегда можно найти пищу. Да и фермеры часто подкармливают этих животных.

## Рацион
Гигантские кенгуру питаются корнями кустарников, травами, листьями, молодыми побегами, плодами фруктовых деревьев, почками и бобовыми растениями в период цветения.

## Образ жизни

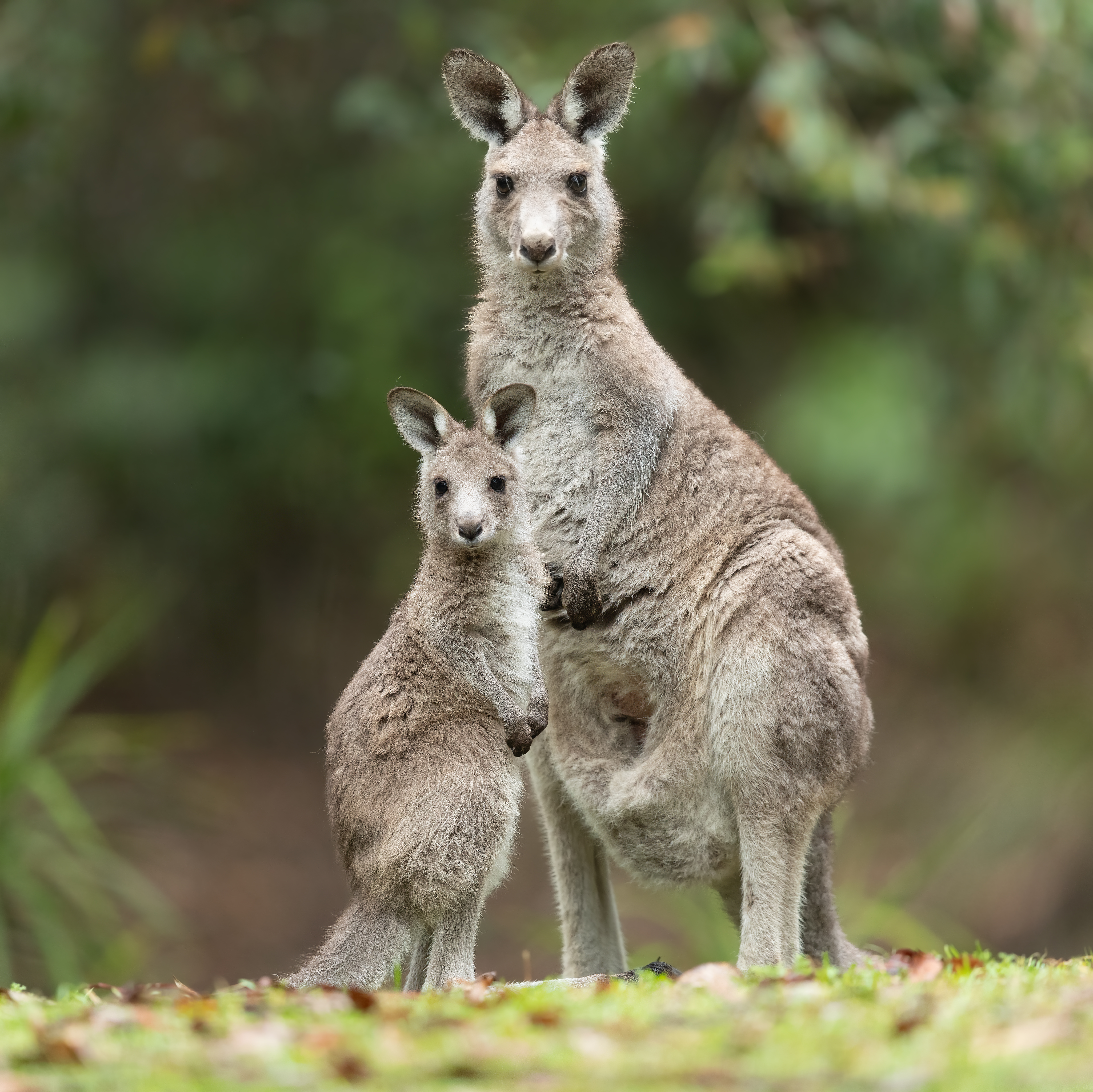
Гигантские кенгуру

Гигантские кенгуру живут в группе — небольшом по численности сообществе, куда входят один или несколько самцов, несколько самок и детёнышей. Лидер в группе — самец. Когда детёныши подрастают, они покидают группу, чтобы создать свою собственную. Группа существует в условиях строгой иерархии: лидерам полагается лучшее место для сна и отдыха и самая вкусная еда. У группы гигантских кенгуру нет «своей» территории — значит, нет и вражды за ареал. При благоприятных условиях гигантские кенгуру могут образовывать многочисленные группы, в составе которых до 70-80 особей. Гигантские кенгуру могут без видимой причины покидать место, на котором обосновались, и уходить в другое. Особенно активны в ночное, тёмное время суток, так как это снижает риск нападения хищников. Днём же гигантские кенгуру предпочитают спать и отдыхать. Для постоянного обитания они роют норы (передними лапами) или строят гнёзда из травы и другой растительности. Если один из участников группы чувствует приближение опасности, то он начинает стучать передними лапами и издавать особые звуки. Другие члены группы воспринимают это как сигнал к бегству. Для самозащиты гигантские кенгуру используют задние конечности, которые обладают большой ударной силой.

## Социальная структура и размножение
Определённого времени года, когда наступает брачный период, нет: гигантские кенгуру могут размножаться круглогодично. За право ухаживать за самкой самцы сражаются — встают на задние конечности, опираясь на хвост, и начинают бить друг друга передними конечностями. Они также метят территорию слюной, которая имеет специфический запах. Такие метки самец может оставлять на траве, кустарниках, деревьях, а также на самках, которые привлекают его внимание, — таким образом, другие самцы понимают, что эта самка уже занята. Самки достигают половой зрелости примерно в 2—2,5 года, а самцы несколько позже. С возрастом самец увеличивается в размерах, что повышает его шанс на победу в борьбе за самку. В некоторых группах самый крупный самец может совершать бо́льшую часть спариваний. Беременность гигантского кенгуру длится месяц. У самок нет плаценты, но есть 3 влагалища. Чаще всего за одну беременность на свет появляется один детёныш. Из-за отсутствия плаценты кенгурята появляются на свет слабыми, беспомощными и недоразвитыми. После рождения самка перекладывает детёнышей в свою меховую сумку, где они присасываются к соску и проводят ещё почти год, пока не подрастут и не окрепнут. У недоразвитых детёнышей не развит сосательный рефлекс, поэтому самка сама регулирует поступление молока детёнышу путём сокращения определённых групп мышц. Кенгурята находятся в материнской сумке, пока у самки не появится новое потомство.

## Естественные враги
Главным врагом гигантского кенгуру являются собаки динго, однако в последние годы численность этих хищников резко сократилась, что позитивно сказалось на популяции гигантского кенгуру. Опасность представляют и хищные птицы, которые часто охотятся на детёнышей этих сумчатых. Также численность гигантских кенгуру уменьшается из-за человеческой деятельности.

## Мясо и шкура
Мясо гигантского кенгуру считается низкокалорийным и легкоусваиваемым, однако оно жёстковато. Исключение — мясо в области хвоста. Аборигены ценят шкуру гигантского кенгуру за теплый мех и прочность. Из неё можно изготавливать кошельки, ремни, сумки и другие предметы.

## Популяция
На данный момент[когда?]

 популяция гигантских кенгуру составляет около 2 000 000 особей, а 20 лет назад их было примерно 10 000 000. Несмотря на это, в последние годы замечен стабильный рост численности особей. Сегодня животным ничего не угрожает — они активно размножаются в естественной среде обитания. В Австралии на законодательном уровне разрешена охота на гигантских кенгуру при условии приобретения лицензии. В начале XX столетия популяция гигантского кенгуру резко сократилась. Причинами послужили резкий прирост численности динго и массовое истребление гигантских кенгуру фермерами, которым они наносили серьёзный урон, уничтожая урожай. В настоящее время никакие меры по охране, направленные на увеличение численности гигантских кенгуру, не принимаются, так как на сегодня им ничто не угрожает.
Гигантские кенгуру могут уживаться с человеком, хорошо чувствуя себя в неволе.